# Tarcha
« Tercha (Éthiopie) » redirige ici. Pour les autres significations, voir Tercha.
Tarcha (aussi appelée Tarcha Sodo, Tercha ou Terche) est une ville et un woreda du sud-ouest de l'Éthiopie située dans la zone Dawro de la région Éthiopie du Sud-Ouest.
Tarcha se trouve sur la route principale Sodo-Chida vers 1 300 m d'altitude et à près de 160 km de Sodo par la route contournant le lac de barrage sur l'Omo,.
Recensée en 2007 en tant qu'agglomération du woreda Mareka, Tarcha compte 9 080 habitants à cette date.
Elle obtient elle-même le statut de woreda au début des années 2020 et forme désormais un district urbain de 5 km2 de superficie enclavé dans Tarcha Zuria,.